# علی الوهیبی
علی الوهیبی (انگلیسی: Ali Al-Wehaibi؛ زادهٔ ۲۷ اکتبر ۱۹۸۳) یک بازیکن فوتبال اهل امارات متحده عربی است.
از باشگاه‌هایی که در آن بازی کرده‌است می‌توان به العین اشاره کرد.
وی همچنین در تیم ملی فوتبال امارات متحده عربی بازی کرده‌است.